# U-NEXT MUSIC FES
U-NEXT MUSIC FES（ユーネクスト ミュージック フェス）は、U-NEXTの主催で2025年（令和7年）8月12日 - 8月17日に、大阪・関西万博の会場で開催される予定のライブイベント（音楽フェス）である。

## 概要
U-NEXTが初めて自ら主催して開催する音楽フェスである。会場となるEXPOアリーナ「Matsuri」は、大阪市此花区夢洲で開催されている大阪・関西万博の大型ライブイベント施設であり、屋根付きステージや大型映像装置などを備える。
6日間にわたって、様々なジャンルの最前線を走るトップアーティストが音楽ライブを披露する。U-NEXTが培ってきた音楽ライブ配信の技術を生かして、全世界にイベントの模様を配信する予定となっている。

## 各日タイトル・出演者

### Day1（2025年8月12日）
U-NEXT MUSIC FES KAWAII LAB. SESSION in 大阪・関西万博 2025
- FRUITS ZIPPER
- CANDY TUNE
- SWEET STEADY
- CUTIE STREET

### Day2（2025年8月13日）
U-NEXT MUSIC FES　LDH DAY SPECIAL LIVE
- EXILE TAKAHIRO
- BALLISTIK BOYZ
- PSYCHIC FEVER
- Girls²

### Day3（2025年8月14日）
U-NEXT MUSIC FES LoveLive! Series EXPO 2025 STAGE ～Right now!～
- 「ラブライブ！」μ's
  - 新田恵海（高坂穂乃果 役）
  - 内田彩（南ことり 役）
  - Pile（西木野真姫 役）
- 「ラブライブ！サンシャイン!!」Aqours
  - 斉藤朱夏（渡辺曜 役）
  - 小林愛香（津島善子 役）
  - 降幡愛（黒澤ルビィ 役）
- 「ラブライブ！虹ヶ咲学園スクールアイドル同好会」虹ヶ咲学園スクールアイドル同好会
  - 久保田未夢（朝香果林 役）
  - 林鼓子（優木せつ菜 役）
  - 指出毬亜（エマ・ヴェルデ 役）
  - 田中ちえ美（天王寺璃奈 役）
- 「ラブライブ！スーパースター!!」Liella!
  - 伊達さゆり（澁谷かのん 役）
  - ペイトン尚未（平安名すみれ 役）
  - 薮島朱音（米女メイ 役）
- 「ラブライブ！蓮ノ空女学院スクールアイドルクラブ」蓮ノ空女学院スクールアイドルクラブ
  - 楡井希実（日野下花帆 役）
  - 野中ここな（村野さやか 役）
  - 菅叶和（大沢瑠璃乃 役）
  - 櫻井陽菜（百生吟子 役）
  - 葉山風花（徒町小鈴 役）
  - 来栖りん（安養寺姫芽 役）
  - 三宅美羽（セラス柳田リリエンフェルト 役）
  - 進藤あまね（桂城泉 役）

### Day4（2025年8月15日）
U-NEXT MUSIC FES いきものがかり meets 大塚 愛
- いきものがかり
- 大塚愛

### Day5（2025年8月16日）
U-NEXT MUSIC FES TOMOYASU HOTEI “LIVE in EXPO 2025”
- 布袋寅泰

### Day6（2025年8月17日）
U-NEXT MUSIC FES「Augusta Camp Extra in EXPO 2025 〜YAMAZAKI MASAYOSHI 30th Anniversary〜」
- 山崎まさよしほか[注 1]